# 국현희
국현희(麴玄喜)는 고창의 왕(548~550)이다. 현희(玄嘉)라고도 하며, 국자견의 아들이다. 연호는 영평(永平)이다. 아들 화평왕이 뒤를 이었다.